# Чемпионат СССР по лыжным гонкам 1963
35-й личный чемпионат СССР по лыжным гонкам проводился в Мурманске с 22 по 27 марта 1963 года. Соревнования проводились по семи дисциплинам — гонки на 15, 30 и 50 км, эстафета 4×10 км (мужчины), гонки на 5 и 10 км, эстафета 4х5 км (женщины).

## Медалисты

### Мужчины
|                  | Золото                                                                               | Серебро                                                                         | Бронза                                                                    |
| ---------------- | ------------------------------------------------------------------------------------ | ------------------------------------------------------------------------------- | ------------------------------------------------------------------------- |
| Гонка на 15 км   | Колчин Павел «Динамо» Москва                                                         | Любимов Иван «Труд» Ленинград                                                   | Ваганов Геннадий Советская Армия Москва                                   |
| Гонка на 30 км   | Колчин Павел «Динамо» Москва                                                         | Рудковский Евгений «Спартак» Москва                                             | Любимов Иван «Труд» Ленинград                                             |
| Гонка на 50 км   | Утробин Иван «Труд» Московская область                                               | Гизатуллин Баязит «Труд» Уфа                                                    | Ваганов Геннадий Советская Армия Москва                                   |
| Эстафета 4х10 км | Советская Армия Красавин Владимир Губин Александр Акентьев Анатолий Ваганов Геннадий | «Буревестник» Кондрашов Иван Воробьев Владимир Аржилоа Николай Ворончихин Игорь | «Динамо» Солдатов Владимир Тихомолов Станислав Колчин Павел Анисимов Юрий |

### Женщины
|                 | Золото                                                                       | Серебро                                                                     | Бронза                                                                            |
| --------------- | ---------------------------------------------------------------------------- | --------------------------------------------------------------------------- | --------------------------------------------------------------------------------- |
| Гонка на 5 км   | Колчина Алевтина «Динамо» Москва                                             | Мекшило Евдокия Советская Армия Ленинград                                   | Ерошина Радья «Локомотив» Москва                                                  |
| Гонка на 10 км  | Колчина Алевтина «Динамо» Москва                                             | Файзрахманова Фаадия «Буревестник» Москва                                   | Мекшило Евдокия Советская Армия Ленинград                                         |
| Эстафета 4х5 км | «Динамо» Терентьева Полина Каалисте Анна Халитова Валентина Колчина Алевтина | «Труд» Маркелова Валентина Матвеева Раиса Смирнова Евдокия Боярских Клавдия | Советская Армия Чалкова Маргарита Ковалевская Полина Зайцева Нина Мекшило Евдокия |

Лично-командное первенство СССР (2-е) в лыжной гонке на 70 км среди мужчин проводилось в Мончегорске 7 апреля 1963 года.

### Мужчины (70 км)
|                | Золото                       | Серебро                                | Бронза                              |
| -------------- | ---------------------------- | -------------------------------------- | ----------------------------------- |
| Гонка на 70 км | Колчин Павел «Динамо» Москва | Утробин Иван «Труд» Московская область | Рудковский Евгений «Спартак» Москва |